# Bert Lochs
Bert Lochs (* 1966 in Margraten) ist ein niederländischer Jazzmusiker (Trompete, Komposition) des Modern Jazz.

## Leben und Wirken
Lochs begann auf dem Flügelhorn bei der Fanfare St. Donatus in Grijzegrubben zu spielen; ersten Unterricht erhielt er an den Musikschulen von Hoensbroek und Heerlen. Mit dem Jazz kam er durch die Bigband der Musikschule Heerlen in Berührung. Ab 1991 studierte er Trompete am Hilversum Conservatoire und ab 1993 Komposition am Rotterdams Conservatorium.
Lochs arbeitete in der niederländischen Jazzszene u. a. mit Dirk Balthaus (The Healing, 1995), Jasper Somsen, Philipp Rüttgers (Phil’s Music Laboratory) und Jurko van Veenendaal. 2007 legte er mit seinem Trio das Album Mouth Pieces (Music Under Construction) vor. Des Weiteren gehörte er dem Trio Lochs/Balthus/Herskedal an. Mit seinem Quartett Braskiri (Wim Kegel, Dirk Balthaus und Steffen Granly) nahm er das Album The Couch Principle (2019) mit Eigenkompositionen auf. Im Bereich des Jazz war er laut Tom Lord zwischen 1995 und 2012 an sieben Aufnahmesessions beteiligt.|
Lochs ist weiterhin als Musiklehrer tätig. Er legte das Lehrbuch Close Harmony mit Jazz-Arrangements für vier Trompeten oder Flügelhörner vor.

## Diskographische Hinweise
- Dirk Balthuis/Bert Lochs Quartet: Tales of the Frog, Acoustic Records, 1995
- Bert Lochs Inquisitive Quartet: BAQ, 2002
- Lochs/Balthaus/Herskedal: MUC, 2009
- Lochs/Balthaus/Herskedal: Choices, Berthold Records, 2012 (mit Michael Moore)
- Braskiri: The Couch Principle, Berthold Records, 2019